# 塞尔韦拉德尔迈斯特雷
塞尔韦拉德尔迈斯特雷，是西班牙瓦伦西亚自治区卡斯特利翁省的一个市镇。总面积93平方公里，总人口637人（2001年），人口密度7人/平方公里。